# Robert Elliott
Robert Greene Elliott (ur. 27 stycznia 1874, zm. 10 października 1939) – znany pod pseudonimem stanowy elektryk (State Electrician). Amerykański kat stanu Nowy Jork. Elliot był jednym z bardziej znanych katów amerykańskich XX wieku i jednym z ostatnich będących osobą publiczną. 
Wykonywał wyroki śmierci na krześle elektrycznym (nie tylko w Nowym Jorku, ale także stanach sąsiednich, jak Massachusetts, Vermont, New Jersey, Connecticut i Pensylwania). Swoje obowiązki wykonywał od 1926 roku do śmierci. Za każdą wykonaną egzekucję dostawał 150 dolarów.
Wedle jego własnych obliczeń, dokonał 387 egzekucji. Wśród jego ofiar byli m.in. Sacco i Vanzetti (Massachusetts, 1927), Ruth Snyder i Judd Gray (Nowy Jork, 1928), Irene Schroeder (Pensylwania) czy Bruno Hauptmann (New Jersey, 1936). Elliott opublikował swoje pamiętniki pt. Agent of Death (Agent Śmierci).
Był przeciwnikiem stosowania kary śmierci, wierząc w jej nieskuteczność. Sam twierdził, iż nie jest niczym więcej, jak narzędziem. Również czasami osobiście występował do gubernatorów o zamianę wyroku śmierci niektórym skazańcom, jak np. Ruth Snyder (twierdził, iż stracenie kobiety jest "okropne").
Po egzekucji Sacco i Vanzettiego jego dom został uszkodzony przez podłożoną przez nieznanych sprawców bombę, a stan Nowy Jork na jakiś czas przydzielił mu całodobową ochronę.